# Homo tsaichangensis
Homo tsaichangensis es el nombre de una especie del género Homo cuyos únicos restos fósiles encontrados hasta el momento son los de una hemimandíbula conocida como Penghu 1, que fue descubierta en Taiwán en estratos que datan del Pleistoceno.
El fósil fue recuperado en algún momento antes de 2008 por pescadores que laboraban en el canal Penghu —entre las islas Pescadores y Taiwán— y fue descrita en 2015 por un equipo internacional de científicos japoneses, taiwaneses y australianos.
Estratigráficamente el fósil tiene menos de 450 000 años, y basado en el descenso del nivel del mar podría estar entre 190 000 y 130 000 años o entre 70 000 y 10 000 años, como rangos más probables. Otros eventos relacionados con la bajada del nivel del mar ocurrieron hace 225, 240–280, 300?, 335–360 y 425–450 ka y no pueden ser excluidos como fechas posibles para Penghu 1, pero tal situación requiere una explicación para la preservación a través de sucesos sedimentarios repetidos y la distribución inusual de la hiena Crocuta crocuta ultima. Por lo tanto, Penghu 1 tiene menos de 450 ka, y lo más probable es que esté entre 10–70 ka o 130–190 ka.
El fósil consiste de la mitad derecha de la mandíbula, casi completa y cuatro dientes, incluyendo molares y premolares. El espécimen fue asignado al género Homo basándose en las proporciones de los dientes y la mandíbula, descritos como muy parecidas a las de los fósiles de Hexian de Homo erectus, pero la identidad de esta especie o sus relaciones taxonómicas carecen de consenso debido a lo limitado del material. El coautor Yousuke Kaifu advirtió que se necesitan partes adicionales del esqueleto antes de evaluar a qué especie pertenece, pero el paleontólogo Mark McMenamin afirmó que las características dentales únicas de la mandíbula son suficientes para establecer una nueva especie, Homo tsaichangensis. Greg Laden señaló que Penghu 1 "probablemente es una nueva especie."  En un artículo de 2015, Lelo Suvad aceptó la validez de la nueva especie H. tsaichangensis.
Penghu 1 se encuentra depositado en el Museo Nacional de Ciencias Naturales en Taichung, Taiwán.